# 托米河 (中非共和國)
托米河（法語：Tomi），是中非共和國的河流，屬於烏班吉河的支流，河道全長85公里，流域面積2,380平方公里，發源自凱莫省西部，平均流量每秒16立方米。